# Съдилището
„Съдилището“ е игрален филм от 2014 г., копродукция между България, Германия, Хърватия и Република Македония. Филмът е сниман в Източните Родопи – Ивайловградско, Свиленград, Мезек. С него се открива 18-и Международен София Филм Фест на 6 март 2014 г., на Панорама на европейското кино в Атина – 24 октомври 2014 г., на Международния филмов фестивал в Талин – 14 ноември 2014 г. Световната премиера на филма е на 16 октомври 2014 г. На 21 ноември 2014 г. е премиерата му в България, на 26 март 2015 г. в Гърция, а на 23 април 2015 г. в Германия.

## Сюжет
Внимание:  Текстът по-долу разкрива сюжета на произведението (или части от него)!
Митьо Петров, живеещ заедно със сина си Васко край границата с Турция, остава безработен след като мандрата, в която работи, фалира. Не е в състояние да погасява задълженията си към банката. Принуден е да потърси помощ от Капитана – командир в заставата, в която служи и настоящ участник в трафика на бежанци през границата. Задачата на Митю е да посреща бежанците в турска територия и да ги превежда през границата, а с помощта на цистерната за мляко, с която е работил преди това в мандрата, ги транспортира извън граничната зона. Докато ги превежда покрай местността „Съдилището“ си спомня за престъплението, което извършва през 1988 г. Тогава по заповед на Капитана застрелва момче и момиче от Източна Германия в опита им да избягат в Турция.

## Актьорски състав
- Асен Блатечки – Митьо Петров
- Ованес Торосян – Васко
- Мики Манойлович – Капитана
- Ина Николова – Мария
- Васил Василев-Зуека – Рамадан
- Параскева Джукелова – Кера
- Мето Йовановски – Доктора
- Христо Мутафчиев – Жоро, собственик на мандра
- Луран Ахмети – Юсеин
- Добрин Досев – Николов, граничен полицай
- Николай Ишков – Георгиев, съдебен изпълнител
- Иван Петров – Полицай 1
- Юлиян Рачев – Полицай Киро
- Красимира Караобюкова – Фанка
- Ивелина Иванова – Корина
- Борис Кашев – Холгер
- Добрин Стоянов – Директор на училище
- Ива Панева – Чиновничка на банка
- Валентин Владимиров – Собственик на автокъща
- Ивайло Ангелов – Младия Митьо
- Димитра Илчева – Майката на Капитана
- Любов Узунова – Хава
- Блажо Николич – Иракски бежанец
- Елена Ракова – Бременна пакистанка
- Сепиде Делфоруз – Сирийска бежанка
- Карина Андонова – Сирийско момиченце[5]
- Димитрина Иванова – учителката Кискинова

## Награди
- Наградата за „най-добър игрален филм“ на 18 Международен София Филм Фест, (София, 2014).
- Награда за най-добър пълнометражен филм от фестивала „Златна роза“ (Варна, 2014).[6]
- Награда за най-добра мъжка роля на фестивал „Златна роза“ (Варна, 2014) – за Асен Блатечки.
- „Специална награда от журито за най-добър филм“ на Второто издание на JAMESON „Златна бленда“ (София, 2014).
- Наградата за най-добър филм на МФ SEE a Paris, (Париж, Франция, 2015).
- Наградата за режисура на Стефан Командарев на МФ SEE a Paris, (Париж, Франция, 2015).
- Наградата за най-добра мъжка роля на Асен Блатечки на МФ SEE a Paris, (Париж, Франция, 2015).
- Наградата за най-добър сценарий на игрален филм в лицето на Марин Дамянов, Емил Спахийски и Стефан Командарев, БФА (2015).
- Наградата за най-добър оператор на игрален филм в лицето на Красимир Андонов, БФА (2015).
- Наградата за поддържаща роля на Параскева Джукелова (поделена със Светлана Янчева за „Потъването на Созопол“), БФА (2015).
- Голямата награда за игрален филм на HEARTLAND Film Festival в (Индианаполис, САЩ, 2015).